# Origin
Origin és un grup de brutal death metal tècnic de Kansas considerat un dels més importants del subgènere del death metal tècnic. Format en juliol de 1997 per Paul Ryan i Jeremy Turner, ambdós guitarristes. Més tard es completà amb Clint Appelhanz (baixista), Mark Manning (vocalista), i George Fluke (bateria). El 1999 s'incorporaren Doug Williams (baixista) i John Longstreth (bateria). Després de publicar l'àlbum Origin es van dedicar a fer concerts junt a altres bandes com Dying Fetus i Cephalic Carnage. James Lee substituí al vocalista Mark Manning, i el baixista Mike Flores substituí a Doug Williams, i publicaren Informis Infinitas Inhumanitas.

## Rebuda
L'àlbum Informes Infinitas Inhumanitas ha sigut valorat amb un 3 sobre 5 a Allmusic.
L'àlbum Antithesis arribà a ser registrat com al número 21 al Top Heatseekers l'any 2008. Fou valorat amb un 4 sobre 5 a About.com destacant el resultat amb la guitarra i la bateria. I fou valorat a Allmusic amb un 3,5 sobre 5.
L'àlbum Entity fou valorat amb un 4,5 sobre 5 a Allmusic i un 4 sobre 5 a About.com.
L'àlbum Omnipresent aconseguí el lloc 18 al Top Hard Rock Albums, 10 al Top Heatseekers, i el 47 al Top Independent Albums l'any 2014. A més, fou valorat a About.com amb un 3,5 sobre 5, considerant-lo massa curt i on les cançons Permanence i Continuum necessiten estar fora de l'àlbum.

## Discografia
- A Coming Into Existence (demo) (1998)[2]
- Origin (Relapse Records, 2000)
- Informis Infinitas Inhumanitas (Relapse Records, 2002)
- Echoes of Decimation (Relapse Records, 2005)
- Antithesis (Relapse Records, 2008)
- Entity (Nucleare Blast, 2011)
- Omnipresent (Agonia Records i Nuclear Blast,[11] 2014)[10]